# Marek Kazimierz Cybulski
Marek Kazimierz Cybulski (ur. 24 marca 1948 w Łodzi) – polski historyk języka, profesor zwyczajny.

## Życiorys
W latach 1990–1993 pełnił funkcję prodziekana, a w latach 1996–2002 dziekana Wydziału Filologicznego UŁ, w latach 2000–2013 był kierownikiem Katedry Historii Języka Polskiego UŁ. Stopień doktora nauk humanistycznych uzyskał w r. 1978, pod kierunkiem prof. Karola Dejny, na podstawie rozprawy pt. „Język ksiąg radzieckich i ławniczych Sandomierza z lat 1543–1767”, stopień doktora habilitowanego nauk humanistycznych w zakresie językoznawstwa polonistycznego i słowiańskiego w r. 1987, na podstawie książki pt. Język piętnastowiecznej części Psałterza floriańskiego. Ortografia, fonetyka, fleksja, tytuł naukowy profesora nauk humanistycznych został mu nadany w r. 1994.
Główny nurt jego działalności naukowej stanowią badania z zakresu historii języka polskiego, a w szczególności historycznej i (w mniejszym stopniu) współczesnej dialektologii, gramatyki historycznej i historii języka literackiego oraz historycznej socjolingwistyki i historycznej pragmatyki językowej. Ważne miejsce w tym dorobku zajmują prace dotyczące wpływu języków literackich wcześniej uformowanych (zwłaszcza czeskiego i łaciny) na sprawność językową dawnych Polaków.
Był redaktorem Redakcji Naukowo-Dydaktycznej czasopisma „Acta Universitatis Lodziensis, Folia Linguistica”, wchodzi w skład redakcji „Rozpraw Komisji Językowej Łódzkiego Towarzystwa Naukowego”, od r. 2003 przewodniczył Komisji Językowej Łódzkiego Towarzystwa Naukowego.
Odznaczono go m.in. Złotym Krzyżem Zasługi (2002), Medalem Komisji Edukacji Narodowej (1993), trzykrotnie otrzymał nagrodę Ministra za publikacje naukowe.

## Publikacje
1. Język piętnastowiecznej części Psałterza floriańskiego. Ortografia, fonetyka, fleksja, Acta Universitatis Lodziensis, Łódź 1988.
2. Język piętnastowiecznej części Psałterza floriańskiego. Składnia zdania pojedynczego, Acta Universitatis Lodziensis, Łódź 1993.
3. Indeks łacińsko-polski do Psałterza floriańskiego, Warszawa 1995 (współautorstwo z Marią Kamińską).
4. Staropolskie przekłady Psałterza, Rozprawy Komisji Językowej Łódzkiego Towarzystwa Naukowego 41, 1996.
5. Słownik polsko-łaciński do średniowiecznych psałterzy polskich. Wyrazy autosemantyczne, Łódź 2000 (współautorstwo z Marią Kamińską i Danutą Kowalską).
6. Obyczaje językowe dawnych Polaków. Formuły werbalne w dobie średniopolskiej, Łódź 2003.
7. (red.) Wybór tekstów do dziejów języka polskiego, t. 1-2, Łódź 2015.
8. (red.) Historia języka polskiego jako doświadczenia wspólnotowego, t. 1, Zielona Góra 2021 (z S.  Borawskim).